# Староцвинтарна синагога у Львові
Староцвинтарна синагога у Львові (їд. «Бейс-ойлом шул», «Бейс-алмін юшон шул», тобто «Стара цвинтарна синагога») — одна з найдавніших синагог єврейської дільниці Краківського передмістя Львова. Розташовувалася біля Старого єврейського цвинтаря на вул. Раппопорта, 2.
Відомо, що в другій половині XVII вона вже існувала і належала до погребального братства передмістя. На планах м. Львова вона вперше з'являється у 1766 році. За всю свою історію існування Староцвинтарна синагога неодноразово перебудовувалась. Будівля, зображена на малюнках і світлинах першої третини XX століття, була зведена на початку XIX століття, у 1830 році до первісно одноповерхової синагоги добудували другий поверх, який згодом облаштували під приміщення для жінок.
У 1855 році після епідемії холери Старий єврейський цвинтар закрили для поховань, проте синагога продовжувала діяти, її відвідувачами були переважно мешканці Дому престарілих, хворі з Єврейського шпиталю, відвідувачі цвинтаря, жителі Краківського передмістя. Староцвинтарна синагога була одним з центрів благодійної діяльності єврейської громади, при ній діяло погребальне братство «Тойрас Хесед шел Емес».
У 1910 році східний фасад синагоги реконструювали за проєктом архітектора Юзефа Авіна, пізніше головний молитовний зал синагоги був оздоблений розписами роботи Якуба Шлехтера.
Після окупації Львова нацистами єврейські будівлі та цвинтарі опинилися під загрозою знищення. У травні 1942 року єврейська громада Львова спробувала захистити Старий цвинтар, попросивши окупаційну владу надати йому статус пам'ятки, як це було при попередніх австрійському та польському урядах, проте відповіді не отримала. Того ж 1942-го року цвинтар був ліквідований нацистами, а Староцвинтарна синагога — зруйнована. Надмогильні плити-мацеви зі Старого цвинтаря використані для мощення доріг. У 1947 році, вже за радянської влади цвинтар остаточно ліквідували, облаштувавши на його місці ринок.

## Галерея

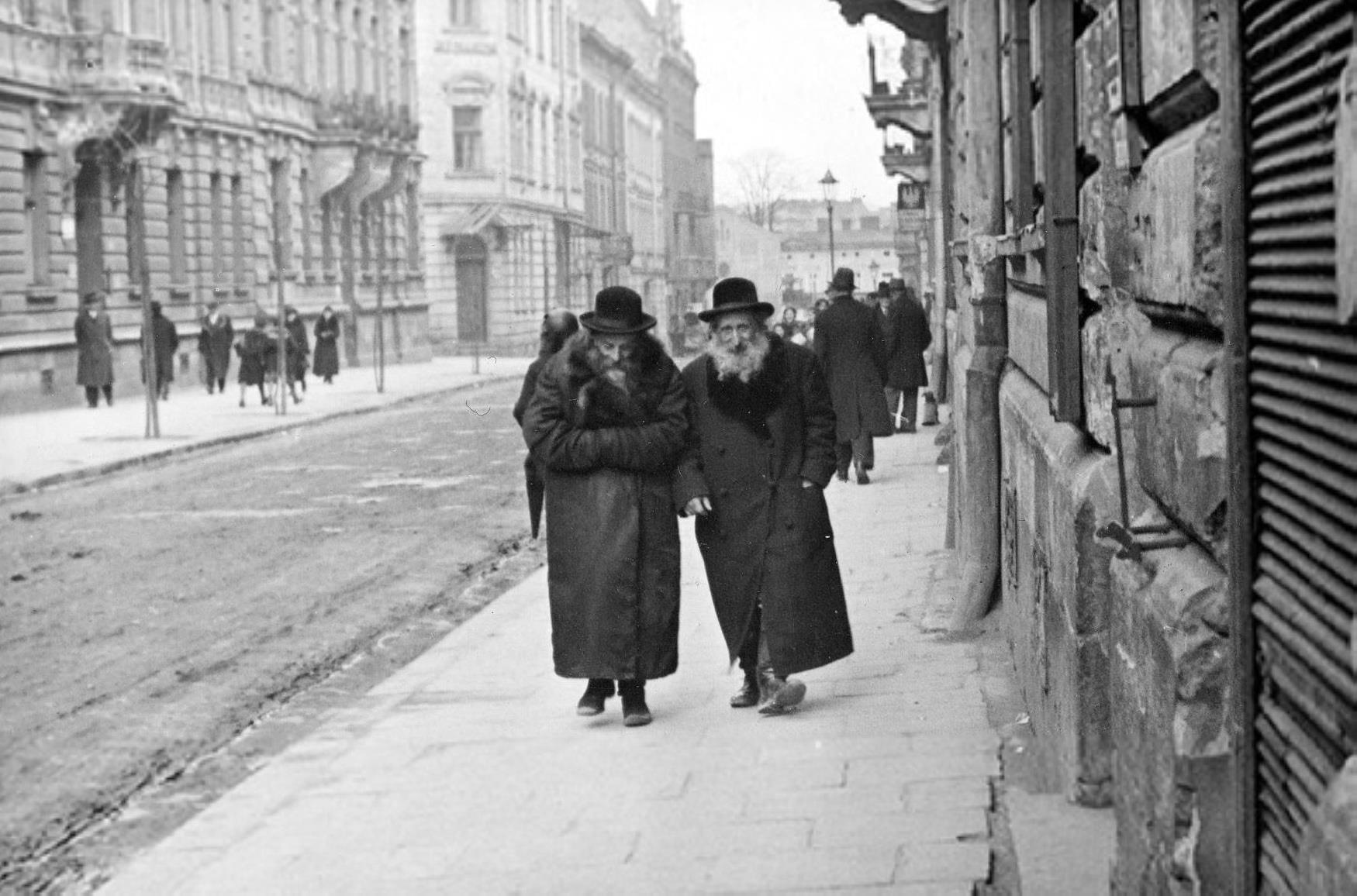
Староцвинтарну синагогу добре було видно з вулиці Бернштайна (Шолом-Алейхема)
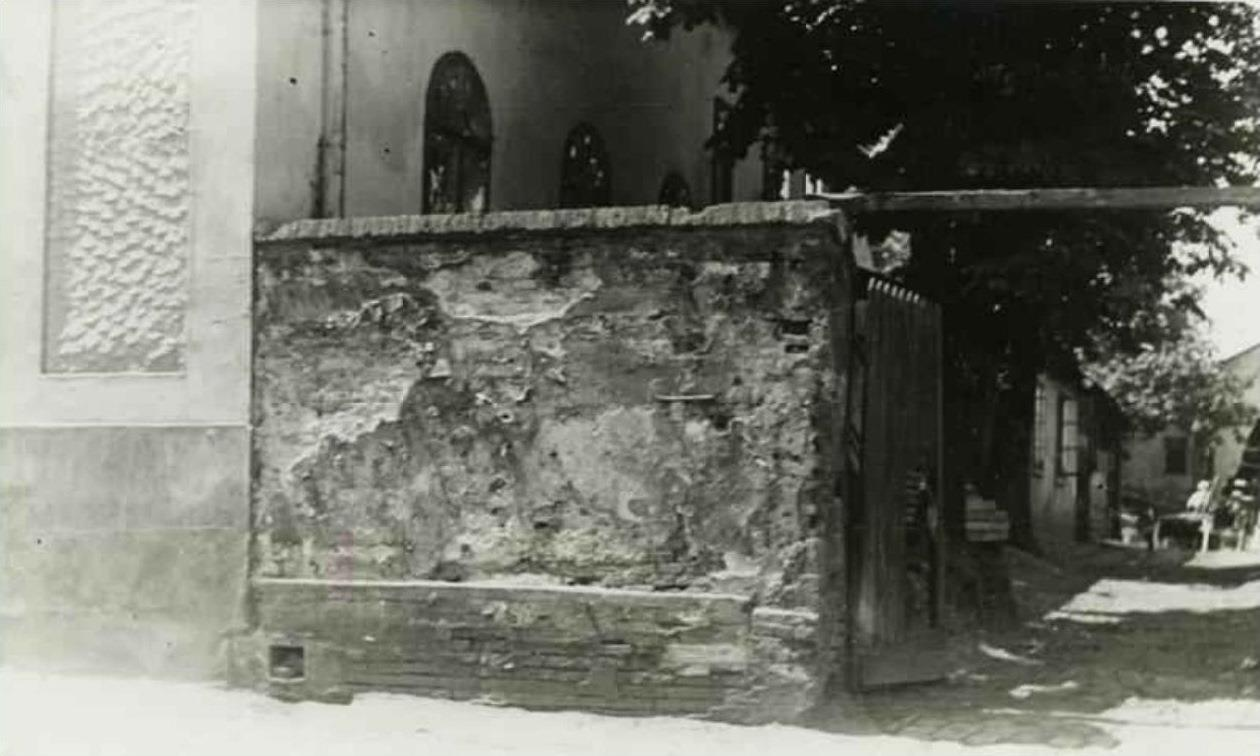
Фрагмент будівлі Староцвинтарної синагоги
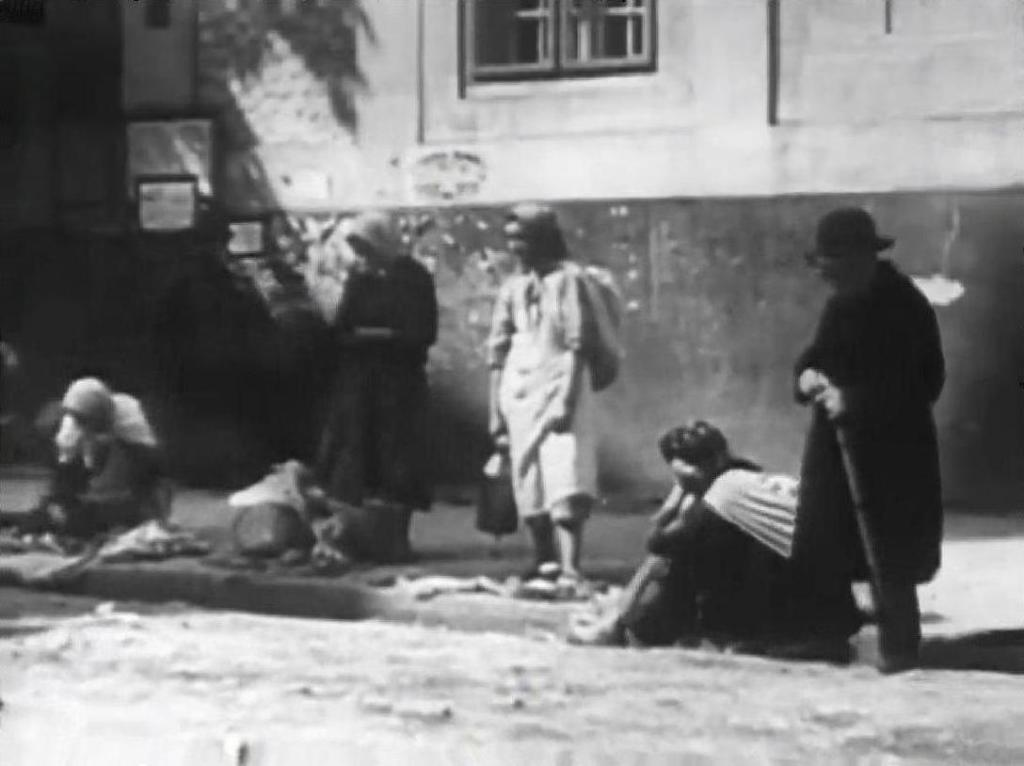
Біля Староцвинтарної синагоги
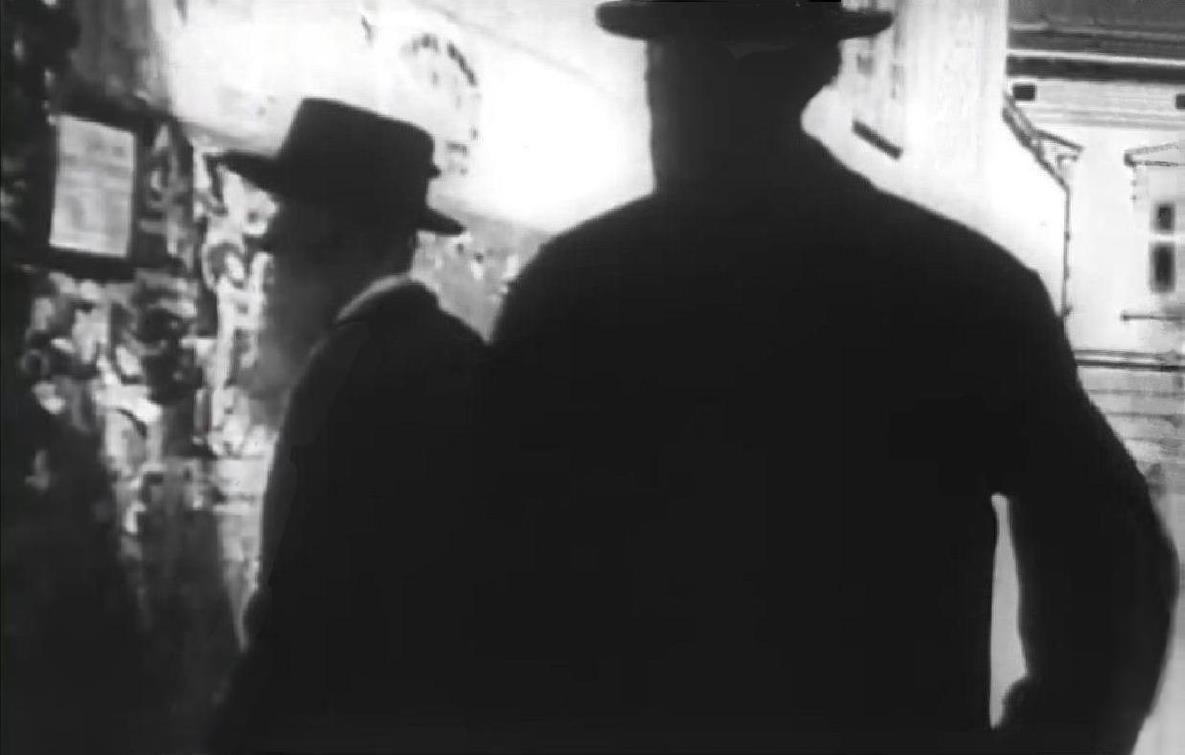
Біля Староцвинтарної синагоги
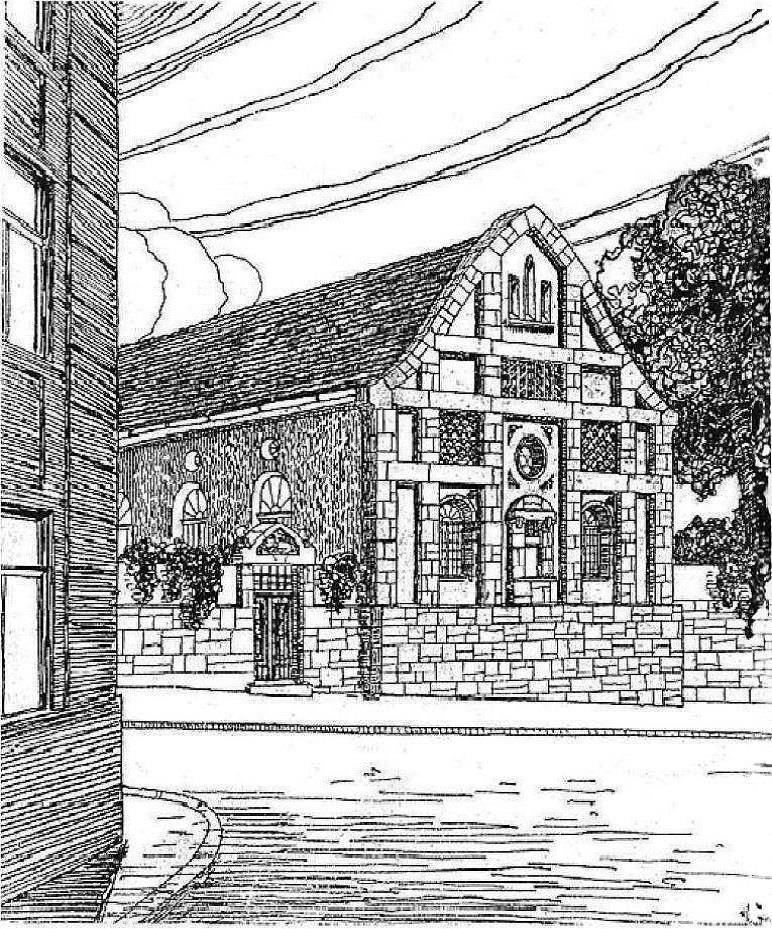
Проєкт реконструкції, 1910 р.